# 卡萝拉·安丁
卡萝拉·安丁（德語：Carola Anding，1960年12月29日—），德国女子越野滑雪运动员。她曾代表东德参加1980年和1984年冬季奥林匹克运动会越野滑雪比赛，获得女子4×5公里接力金牌。